# جريمة قتل الشونة الحمراء

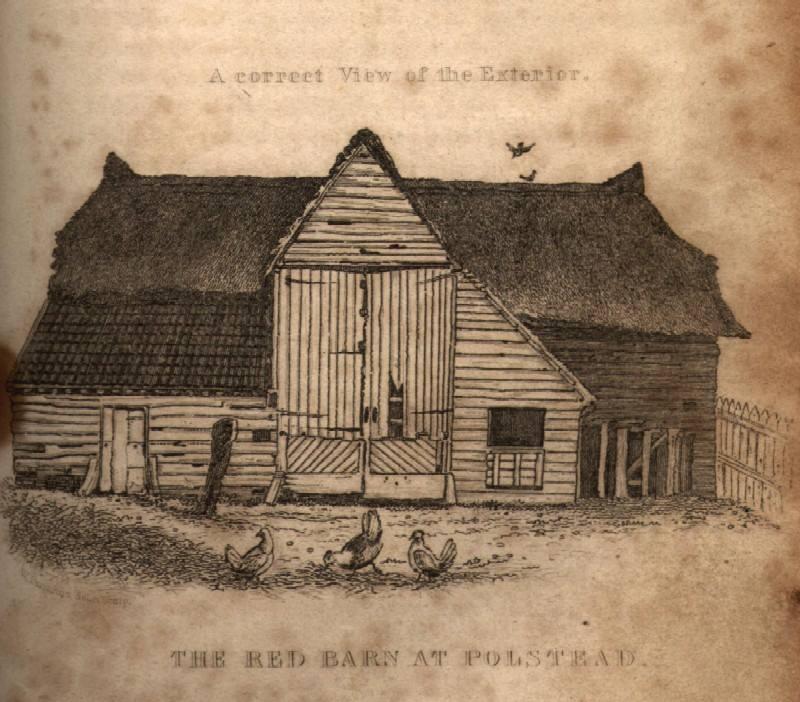
مشهد الشونة الأحمر، مكان القتل وقد أطلق هذا الاسم بسبب نصف السقف من قرميد الطين الأحمر والتي يمكن أن ينظر إليه على يسار الباب الرئيسي في هذا المخطط. كان بقية السقف من القش.

كانت جريمة الشونة الحمراء جريمة قتل سيئة السمعة التي ارتكبت في بولستيد، سوفولك، إنجلترا، في 1827. وكانت امرأة شابة، ماريا مارتن قد قتلت برصاص عشيقها وليام كوردر . وهما قد رتبا للاجتماع في الشونة الحمراء، وهي معلم محلي، قبل الهروب إلى ايبسويتش.ولم يسمع أحد عن ماريا شيئا بعد ذلك. فر كوردر من المشهد، وعلى الرغم من ذلك فقد بعث برسائل إلى عائلة مارتن مدعيا أنها كانت في صحة جيدة، وكان جسدها قد اكتشف فيما بعد مدفونا في الحظيرة بعد أن تحدثت زوجة أبيها أنها قد رأت مناما يسرد القتل.
وقد تم تعقب كوردر في أسفل في لندن، حيث كان قد تزوج وبدأ حياة جديدة. واقتيد إلى سوفولك، وبعد محاكمة حظيت بتغطية إعلامية، وجد مذنبا بجريمة القتل. وكان قد شنق في بوري سانت ادموندز في عام 1828.وكان حشد ضخم قد شهد إعدام كوردر. أثارت القصة العديد من المقالات في الصحف، وعزفت الأغاني ولعبت المسرحيات.وأضحت القرية التي كانت مسرحا للجريمة منطقة جذب سياحي وجردت الحظيرة من محتوياتها من قبل الصيادين التذكاريين. ظلت المسرحيات والقصص الشعبية خلال القرن الذي تلى وأستمرت تؤدى إلى اليوم.

## القتل

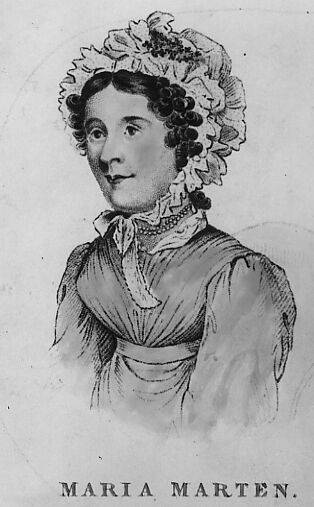
ماريا مارتن. ، شقيقة آن التي قيل أنها كانت مشابهة جدا لماريا، وكان نموذجا لهذا المخطط الذي ظهر في حساب كورتيس "في هذه القضية.

ماريا مارتن (ولدت في 24 يوليو 1801) كانت ابنة توماس مارتن، وهو صياد الطوابين من بولستيد، سوفولك.
في مارس 1826، عندما كانت تبلغ 24 عاما، قيل انها أنشأت علاقة مع وليام كوردر البالغ من العمر 22 عاما من (مواليد 1803). وكانت مارتن امرأة جذابة ونتج عن العلاقات مع الرجال من الحي بالفعل في إنجاب طفلان. واحد، وهو الطفل من وليام توماس الأخ الأكبر، توفي وهو رضيع، ولكن الآخر، توماس هنري، كان لا يزال على قيد الحياة في ذلك الوقت التقى مارتن كوردر. على الرغم من أن والد توماس هنري لم يكن يريد من مارتن أكثر من القيام بعد الولادة، وقال انه يرسل المال في بعض الأحيان إلى دعم الطفل وتربيته.
وكان وليام كوردر ابنا لأحد المزارعين المحليين، وكان له سمعة تشير إلى أنه محتال ورجل زير نساء. كان يعرف باسم «ماكر» في المدرسة بسبب أساليبه الماكرة. قد باع عن طريق الاحتيال خنازير والده، وعلى الرغم من أن والده قد استقر أمره دون إشراك القانون، كوردر لم يغير سلوكه. وقد حصل في وقت لاحق على المال عن طريق تمرير صك مزورة بمبلغ 93 جنيه استرليني، وكان قد ساعد لصا محليا، صموئيل «الجمال» سميث، وقاما بسرقة خنزير من قرية مجاورة. عندما استجوب سميث من قبل شرطي محلي على السرقة، قيل انه قد أدلى ببيان برئ يتعلق بكوردر: «سأكون ملعونا إذا لم بشنق معلقا هذه الأيام». كوردر قد أرسل إلى لندن في خزي بعد أن أتهم ببيع احتيالي للخنازير، لكنه أستدعى إلى بولستيد عندما غرق شقيقه توماس عند محاولته عبور بركة مجمدة. والده وثلاثة من أشقائه ماتوا جميعا في غضون 18 شهرا من بعضهم البعض، فقط وليام بقي لتشغيل المزرعة مع والدته.
وعلى الرغم من أن كوردر تمنى الحفاظ على علاقته مع مارتن سرا، أنجبت طفلهما في عام 1827، عندما كان عمرها يناهز ال 25 عاما، وكانا على ما يبدو يحرصان انها وكوردر يجب أن يتزوجا.ولكن توفي الطفل (أشارت تقارير في وقت لاحق أنه قد تم قتله)، ولكن كوردر على ما يبدو كان لا يزال ينوي الزواج من مارتن في ذلك الصيف، في حضور زوجة أبيها، آن مارتن، وقال انه اقترح أن يتم لقائهما في الشونة الأحمر، حيث اقترح أنهما سوف يهربان إلى ايبسويتش. ادعى كوردر أنه سمع شائعات بأن ضباط الرعية كانوا في طريقهم لمقاضاة ماريا لوجود طفل غير شرعى. واقترح في البداية هروبهم مساء يوم الأربعاء، لكنه قرر في وقت لاحق تأخير الأمر حتى مساء الخميس. يوم الخميس رأى التأجيل مرة أخرى: شقيقه سقط في معاناة مع المرض وقد ورد ذكر ذلك على أنه السبب في بعض المصادر، على الرغم من أن معظم ماقيل حول أن جميع إخوته قد ماتوا قبل هذا الوقت. في اليوم التالي، الجمعة 18 مايو، 1827، بدا أنهما إلتقيا في كوخ مارتنز خلال النهار، وقالت ماريا وفقا لآن مارتن أنهما يجب أن يغادرا في وقت واحد، كما قد سمع أن شرطيا محليا قد حصل على مذكرة توقيف لها (قد تم الحصول عليها، ولكن من غير المعروف ما إذا كان مارتن يكذب أو كان مخطئا). كانت ماريا تشعر بالقلق من أن أنها لا يمكن أن تترك تهرب في وضح النهار، لكن كوردر قال لها أنها يجب أن ترتدى ملابس الرجال وذلك لتجنب الشك، وانه حمل الأشياء لها إلى الحظيرة حيث أنها يمكن أن تلبي طلبه وتبدل ملابسها قبل الوصول إلى ايبسويتش.

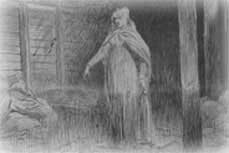
شبح ماريا يشير إلى قبرها. آن مارتنز تدعي أنها حلمت حول موقع قبرها وأضاف ذلك جذبا للقضية تجاه الجمهور والصحافة.

بعد فترة وجيزة من ترك كوردر المنزل، رتبت ماريا إلى مقابلته في الشونة الحمراء، التي كانت تقع على تلة بارنفيلد، حوالي نصف ميل من كوخ مارتنز. وكانت هذه هي المرة الأخيرة التي شوهدت فيها على قيد الحياة. كما اختفى كوردر، ولكن في وقت لاحق ظهر وادعى أن مارتن كان في ايبسويتش، غريت يارموثأو مكان آخر في مكان قريب، وأنه لن يستطيع أن تظهر كزوجة له خوفا من إثارة غضب أصدقائه وأقاربه. الضغط على كوردر لتبرير اختفاء ماريا أجبره في النهاية على مغادرة المنطقة. وكتب رسائل إلى عائلة مارتن بدعوى أنها كانت متزوجة وتعيش على وايت (جزيرة) وأعطى أعذار مختلفة لافتقارها للاتصال ربما كانت متوعكة، أو أصيبت بجرح في يدها، أو إنها قد فقدت يدها.
استمر الشك في النمو، وبدأت زوجة الأب ماريا تتحدث عن رؤى تشير إلى أن ماريا قد قتلت ودفنت في الشونة الحمراء. في 19 نيسان عام 1828، أقنعت زوجها بالذهاب إلى الشونة الحمراء وحفر في واحدة من صناديق تخزين الحبوب. وسرعان ماإكتشف بقايا ابنته مدفونة في كيس. كانت متحللة بشكل سيئ، ولكن لا تزال ملامحها واضحة. وعقد تحقيق قضائي في نزل كوك (الذي لا يزال قائما إلى اليوم) في بولستيد، حيث تم التعرف على ماريا رسميا من قبل شقيقتها آن من بعض الخصائص الفيزيائية: شعرها وبعض الملابس وكان التعرف عليها والسن المفقودة لها، أيضا لم توجد داخل عظم الفك من الجثة. وقد كشفت أدلة لتورط كوردر في الجريمة: تم اكتشاف منديل أخضر له حول الرقبة في الجثة.

## إعتقال القاتل

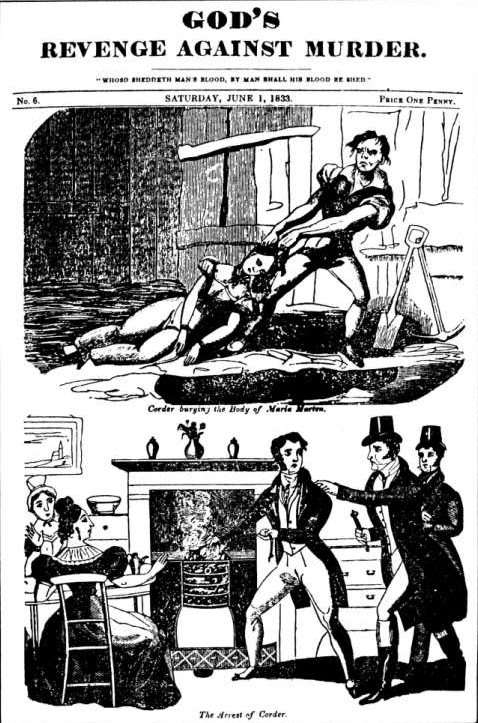
هذا "بيني المروع" من 1833 يظهر مكان دفن ماريا وايريس وليا ينفذان إعتقال كوردر.

وسرعان ماتم اكتشاف كوردر. كان السيد ايريس، الشرطي في بولستيد، قادرا على الحصول على عنوانه القديم من صديق، وبمساعدة من جيمس ليا، وهو ضابط في قوة شرطة لندن الذي من شأنه أن يؤدي لاحقا إلى التحقيق في سبرنج هيلد جاك، وقال انه تتبع كوردر إلى مأوى للسيدات، جروف هاوس إيفيرلى، في برينتفورد. . وأتم كوردر تشغيل المأوى أو النزل مع زوجته الجديدة، ماري مور، التي كان قد التقى بها خلال إعلان صحيفة نشر في نيويورك تايمز (التي تلقت أكثر من 100 رد).[a] تمكن ليا من الدخول بحجة انه يرغب في صعود ابنته هناك، وفوجئ كوردر في صالون. توماس هاردي لاحظ تقرير اعتقاله في مقاطعة دورست كرونيكل :

إنتحى ليا به جانبا وأبلغه عن التهم؛ نفى كوردر كل معرفة له بكل من ماريا والجريمة. أجرى ليا تفتيشا في المنزل إكتشف زوجا من المسدسات يفترض أنه اشتراها في يوم القتل. بعض الرسائل من السيد جاردنر، التي ربما تكون قد وردت بها تحذيرات بشأن اكتشاف الجريمة؛ وجواز سفر من السفارة الفرنسية والأدلة التي تشير إلى أن كوردر قد كان يستعد للفرار.

## المحاكمة

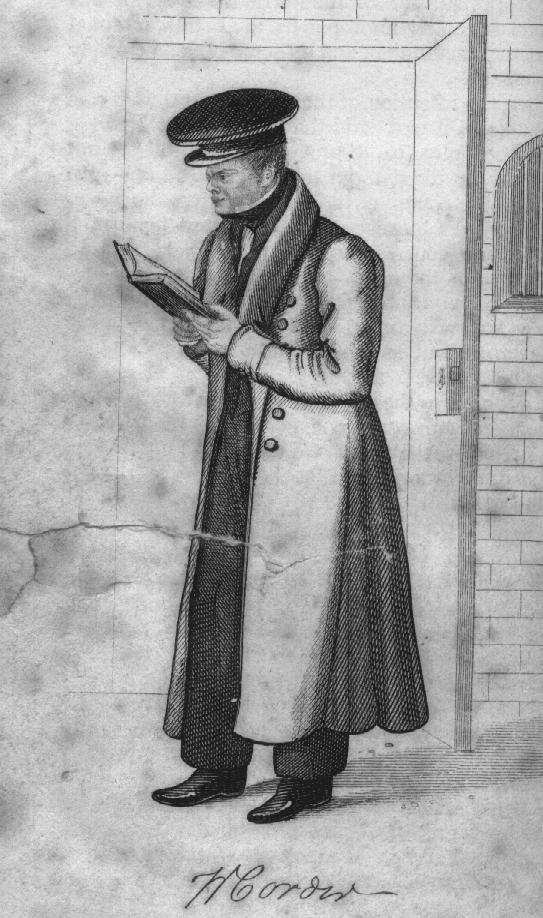
وليام كوردر يظهر منتظرا المحاكمة

ولقد نقل كوردر إلى سوفولك حيث حوكم في قاعة مقاطعة سوفولك، بدأت المحاكمة في بيرى سانت ادموندز.في 7 آب عام 1828، بعد أن تم تأجيلها مرة أخرى عدة أيام بسبب الاهتمام الشديد الذي ظهر جليا نظرا لفظاعة الجريمة . الفنادق في بيرى سانت ادموندز بدأت تمتلئ في وقت مبكر من 21 يوليو و، بسبب الأعداد الكبيرة التي أرادت شهود المحاكمة، كان الدخول إلى قاعة المحكمة من قبل حاملى التذاكر فقط. على الرغم من هذا، فإن القاضي ومسئولى المحاكمة كانو لا يزالون مضطرين لدفع الناس في طريقهم من خلال الحشود التي تجمعت حول الباب لدخول قاعة المحكمة.
وكان القاضي، الرئيس البارون الكسندر، غير راض عن التغطية الممنوحة للحالة من قبل الصحافة «على أساس حدوث ضرر واضح السجين في حانة».
التايمز، مع ذلك، هنأت الجمهور لإظهاره الحس السليم في مواءمة نفسها ضد كوردر.
دخلت كوردر في محاولات التذرع بأنه غير مذنب. ولم يمكن تحديد سبب الوفاة على وجه الدقة. كان يعتقد أن الوفاة تمت بآلة حادة، وربما بسيف كوردر القصير، وكان قد إنغرز في محجر عين مارتن، ولكن يمكن أيضا أن يكون هذا الجرح ناجما بواسطة جاروف والدها عندما كان ينبش باحثا عن الجسم.أما القتل خنقا لا يمكن استبعاده لأن منديل كوردر كان قد تم اكتشافه حول عنقها، وما أضاف إلى الارتباك، أن الجراح في جسدها تشير إلى أنها ربما تعرضت لاطلاق النار. لائحة الاتهام اتهمت كوردر بقتل ماريا مارتن، «... بشكل شرير ومتعمد وتم بإطلاق النار عليها من مسدسه عليها وقام بطعنها رغم ذلك بخنجر.» لتفادي أي فرصة لبطلان الدعوى، فقد وجهت إليه تسع تهم من بينها واحدة وهي التزوير.
آن مارتن كانت قد أستدعيت للإدلاء بشهادتها في أحداث اليوم حول اختفاء ماريا وحلمها في وقت لاحق. ثم قال توماس مارتن للمحكمة كيف انه قد حفر للبحث ابنته، وجورج مارتن، شقيق ماريا البالغ من العمر 10 سنوات، كشفت أنه قد رأى كوردر يمسك بمسدس محشو قبل القتل المزعوم وبعد ذلك قد رآه يمشي إلى الحظيرة ومعه معول. أعطى ليا الأدلة المتعلقة باعتقال كوردر والأشياء التي عثر عليها خلال تفتيش منزله. وأشارت النيابة أن كوردر لم يكن أبدا يريد أن يتزوج ماريا، ولكن معرفتها ببعض تعاملاته الجنائية قد أعطى لها دليلا عليه، وأن سرقتة الأموال لها سابقا التي يرسلها والد طفلها كانت مصدرا للتوتر بينهم.
ثم أدلى كوردر بروايته الخاصة للأحداث. اعترف بأنه كان في الحظيرة مع ماريا، لكنه قال انه قد غادرها بعد أن إشتد الجدل بينهما. وادعى أنه بينما كان يسير بعيدا، سمع طلقة مسدس، وإدار ظهره إلى الحظيرة، ولكنه وجد ماريا ميتة مع واحد من مسدساته بجانبها. ناشد هيئة المحلفين أن تعطيه قَرِينَةُ الشّكّ ولكن بعد أن مكثوا بعض الوقت استغرق الأمر منهم 35 دقيقة للعودة بتأكيد حكم الإدانة. البارون الكسندر حكم عليه بالإعدام شنقا
وبعد ذلك أمر تشريح:
قضى كوردر الأيام الثلاثة التي تلت في السجن معذباو يقاسى ألما شديدا حول ما إذا كان عليه الاعتراف بالجريمة وجعل صفحته نظيفة من خطاياه أمام الله. وبعد عدة لقاءات مع قسيس السجن، وتوسلات من زوجته، ومناشدات من كل من الحارس وجون أوريدج، حاكم السجن، فقد رضخ
واعترف أخيرا. وقد نفي بقوة طعن ماريا، مدعيا انه بدلا من ذلك أطلق النار عليها بطريق الخطأ في العين بعد أن إحتدم الجدل بينهما حيث غيرت بطريق غير مبرر حديثها .

## تنفيذ الحكم وتشريح الجثة

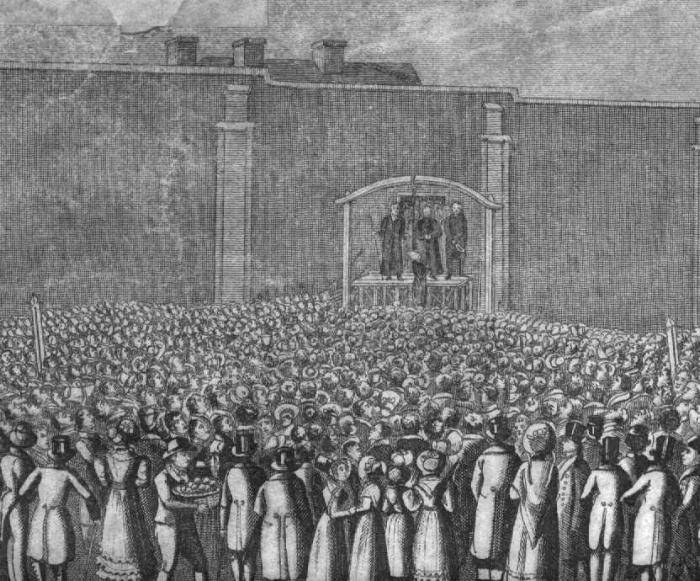
إعدام وليام كوردر

في 11 آب عام 1828، إقتيد كوردر إلى حيث حبل المشنقة في بوري سانت ادموندز، على ما يبد وكان أضعف من أن يقف دون دعم.
وسرعان ما شنق قبل الظهر أمام حشد ضخم، وزعمت صحيفة أنه كان هناك 7,000 متفرج، وزعم آخر بأن هناك ما يصل إلى 20,000. وسريعا قبل أن يقوم المكلف بالتنفيذ بوضع غطاءا فوق رأسه، صاح بضعف:
بعد ساعة، استخلص الجلاد جون فوكستون جسده، الذي، وفقا لحقوقه، يصادر سروال كوردر وجواربه. ونقلت جثته إلى قاعة المحكمة في قاعة شاير، حيث تم شق فتحا على طول البطن لكشف العضلات. وسمح للحشود بالمكث حتى 06:00 عندما أغلقت الأبواب. وفقا ل'نورويتش وبورى بوست، أكثر من 5,000 شخص كانو قائمة الانتظار لرؤية الجثمان.
في اليوم التالي، أجرى تشريح لما بعد الوفاة أمام جمهور من الطلاب من جامعة كامبردج والأطباء. كانوا قد أوصلوا بطارية لأطراف كوردر لإظهار تقلص العضلات، وافتتح عظم القص والأعضاء الداخلية تم فحصها. كان هناك بعض النقاش بشأن ما إذا كان سبب الوفاة هو الاختناق. ولكن، منذ أفيد بأن صدر كوردر كان في صعود وهبوط لعدة دقائق بعد أن هوى جسده فإنه كان يعتقد أنه من المحتمل أن الضغط على الحبل الشوكي قد قتله. تقارير قد تم سريانها في سانت ادموندز بوري ان «بطارية كلفاني» قد جلبت من كامبريدج، وأنه من المرجح أنه عند هذه النقطة فقد جربت المجموعة الجلفانية على الجسم. وبما أن الهيكل العظمي كان من المقرر أن يتم تجميع بعد التشريح، لم يكن من الممكن دراسة الدماغ، وبدلا من ذلك فإن الجراحين أقنعوا أنفسهم بدلا من فحص بفراسة الدماغ فقد اكتفّوا بفحص الجمجمة.